# 一酸化二炭素
一酸化二炭素（いっさんかにたんそ、dicarbon monoxide）は化学式 C2O の無機化合物である。極めて反応性の高い分子であり、亜酸化炭素の光分解反応によって生成する。一酸化炭素、二酸化炭素、亜酸化炭素などのオキソカーボンと密接な関係がある。
{\displaystyle {\ce {C3O2 -> CO\ + C2O}}}
一酸化窒素や二酸化窒素との反応を調べることができる。